# Vauréal
Vauréal is een gemeente in het Franse departement Val-d'Oise (regio Île-de-France) en telt 16.206 inwoners (1999). De plaats maakt deel uit van het arrondissement Pontoise en is een van de gemeenten van de ville nouvelle Cergy-Pontoise.

## Geografie
De oppervlakte van Vauréal bedraagt 3,4 km², de bevolkingsdichtheid is 4766,5 inwoners per km².
De onderstaande kaart toont de ligging van Vauréal met de belangrijkste infrastructuur en aangrenzende gemeenten.

## Demografie
Onderstaande figuur toont het verloop van het inwonertal (bron: INSEE-tellingen).